# Rue de Romainville (Paris)
Pour les articles homonymes, voir Rue de Romainville.
La rue de Romainville est une voie située dans le 19e arrondissement de Paris.

## Situation et accès
Elle a la particularité de commencer et de finir rue de Belleville. 

## Origine du nom
Elle porte ce nom car elle conduit à Romainville.

## Historique
La voie est tracée à la suite de l'agrandissement du fief du Mesnil Mautemps (Ménilmontant) de 12 arpents (4 hectares) au nord du chemin de Belleville à Romainville au XVIIe siècle ce qui amène le détournement du chemin direct pour longer la clôture du parc de Ménilmontant. 
Ce contour visible sur le plan de Roussel de 1730, était une partie de la route départementale no 26, située dans l'ancienne commune de Belleville jusqu'à son rattachement à la voirie parisienne par un décret du 23 mai 1863.